# Iver Grunnet
Iver Grunnet, danski rokometaš, * 9. marec 1952, Tiset.
Leta 1980 je na poletnih olimpijskih igrah v Moskvi v sestavi danske rokometne reprezentance osvojil 9. mesto.